# Андре Курнанд
Андре Фредерик Курнанд (фр. André Frédéric Cournand; Париз, 24. септембар 1895 — Грејт Барингтон — Масачусетс, 19. фебруар 1988) је био амерички лекар и физиолог француског порекла, добитник Нобелове награде за физиологију или медицину у 1956.

## Живот и каријера
Андре Фредерик Курнанд је рођен у Паризу 24. септембра, 1895, као друго од четворо деце, Жила Курнанда, стоматолога, и његове супруге Маргарите Вебер. Основно и средње образовање је стeкао у школи Лицеј Кондорсе, а факултетску диплому на факултету уметности и науке Универзитета у Паризу 1913. и 1914, у области физике, хемије и биологије.
Као младић, Курнанд је био заљубљеник у спорт и од спортских дисциплина интензивно је упражњавао фудбал, тенис и алпско планинарење. Курнанд је био и члан Алпинистичког клуба Францске и члан Америчког алпинистичког клуба.
Студије медицине, које је започео 1914, прекинуо је због волонтирања у Француској војсци у Првом светском рату. Од 1915. до 1918. Курнанд је био додељен пешадијском пуку и батаљону хирурга у којима је добио Ратни крст (Croix de Guerre) са три бронзане звездице.
Након изласка из војске крајем Првог светског рата, Курнанд је наставио студије медицине и постао лекар у Паризу, 1925. Током наредних неколико година Курнанд је стекао велико клиничко искуство: из интерне медицине код професора Масарија и Ашара, плућних болести код професора Риста, педијатрије код професора Дебреа, и неурологије код професора Гиљена. Докторирао је са тезом Акутна дисеминована склероза, на Медицинском факултету у Паризу маја 1930.
Даље школовање Курнанд је наставио у Сједињеним Америчким Државама, у Диспанзеру за плућне болести и туберкулозу Универзитета Колумбија и болници у Њујорку. Када је Курнанду понуђена могућност да постане стални начелника службе у диспанзеру, под вођством Дикинсон В. Ричардса, и ради на истраживањима из физиологије и физиопатологије дисања, он је 1941. одлучио је да се настани у САД, и постао је амерички држављанин. Из његовог рада и сарадње са Дикинсон В. Ричардсом, која је трајала више од четврт века, проистекла су бројна медицинска открића праћена међународним признањима, међу којима је и додела заједничке Нобелове награде за физиологију или медицину.
Пoслeдњих месеци живота, већ озбиљно нарушеног здравља, Курнанд се повукао на фарму Беркшир у Масачусетсу. Његово срце је све више попуштало и слабило и он је осетио да је дошао до крај његовим дугим путовањима по свету. Преминуо је 19. фебруара 1988, у дубокој старости у 93. години богатог живота, у коме је успешно испунио своју мисију лекара и научника.

## Дело
О значају Курнандовог рада у области катетеризације срца најбоље говори део излагања поводом доделе Нобелове награде за физиологију или медицину 11. децембра, 1956:

"Срчани катетер је био ... кључ у брави“... Окретањем овог кључа, Курнанд и његове колеге довели су нас у нову еру разумевања поремећаја нормалних срчаних функција, и проширили их новим хоризонтима наде да се помогне болесном срцу... Ми увек треба да запамтимо да је прва операција на отвореном срцу коју је извео Гибон (Gibbon) у фебруару 1952, код 15-то месечне девојчице са наводно АСД, завршила смрћу на операционом столу, јер није имала АСД, већ велики патент дуктус артериозус. Најгора ситуација са којом се може суочити кардиохирург у операционој сали је неочекивана, нетачна или непотпуна дијагноза болести. Срчана катетеризација даје нам мапу пута који треба да пратимо и да сигурно планирамо и надамо се успешно обављеном послу“.

## Признања
- Croix de Guerre, Француске (1914—18)
- Commandeur de la Légion d’Honneur, Француске
- Commandeur des Palmes Académiques, Француске
- 1946. Andreas Retzius Silver Medal, Интернационалног Шведског удружења за медицину (Swedish Society of Internal Medicine)
- 1950. Ласкерова награда, U.S. Public Health Service
- 1956. Нобелова награда за физиологију или медицину (заједно са D. W.Richards-ом и W. Forssmann)

Associé Etranger, Académie des Sciences de l’Institut de France
Associé Etranger, Националне медицинске академије (Académie Nationale de Médecine), Париз
- 1958. Златна медаља, Краљевске медицинске академије (Royal Academy of Medicine), Брисел

Member, National Academy of Sciences
Honorary Fellow, Royal Society of Medicine, London
- 1959. President, Harvey Society, New York
- 1962. John Phillips Memorial Award, American College of Physicians
- 1966. Academy Medal, New York Academy of Medicine
- 1969. Associé Etranger, Académie Royale de Médecine de Belgique
- 1970. Jimenez Diaz Prize, Madrid
- 1971. Trudeau Medal, American Thoracic Society
- 1975. Fellow, American Academy of Arts and Sciences

Honorary Associate Member, Académie des Sciences, Belles-Lettres et Arts de Lyon